# Kamerunische Davis-Cup-Mannschaft
Die kamerunische Davis-Cup-Mannschaft ist die Herren-Tennisnationalmannschaft Kameruns. 

## Geschichte
Zwischen 1988 und 2010 nahm Kamerun am Davis Cup teil. Ihr bestes Resultat war das Erreichen des Halbfinals in der Afrika-Gruppenzone II in der Saison 1989. Erfolgreichster Spieler ist Angelin Mvogo mit insgesamt 18 Siegen, mit 28 Teilnahmen ist Lionel Kemajou Rekordspieler.